# Malou
Malou és una pel·lícula alemanya del 1980, inspirat en alguns elements autobiogràfics, opera prima de la directora germano-argentina Jeanine Meerapfel amb Ingrid Caven al paper principal i Grischa Huber com a segona protagonista femenina com a filla de Malou.

## Argument
Malou és la mare de Hannah, i ara ha mort. D’uns 30 anys, Hannah està casada amb l'arquitecte berlinès Martin Rethmann. Treballa com a professora d'idiomes al centre d'educació d'adults. Hannah està insatisfeta amb ella mateixa i el seu matrimoni i busca els motius d'això en la vida i la història d'amor de Malou. Fer front a la vida de la seva mare aviat es converteix en una autèntica obsessió, en una idea fixa de la qual Hannah ja no pot escapar. Aquesta fascinació que Malou encara exerceix en Hannah avui es basa en el fet de la seva pròpia vida. Hi ha nombrosos testimonis d'una existència diversa: àlbums de fotos, bols de plata i maletes. D'altra banda, Hannah no té por més que de repetir l'únic error clau de la seva mare: tornar-se massa dependent d'un home, perquè Malou estava fixada amb el galant encantador Paul Kahn, a qui una vegada va estimar incondicionalment i que es va convertir en el seu marit. Així, la mare morta definia la seva pròpia estima únicament en termes del reconeixement dels altres, especialment dels homes, que alguna vegada estaven al seu voltant.
Flashback: Malou va néixer al sud de França l'any 1905 i va créixer en males condicions. L'home que va veure aviat com el seu "príncep amb una armadura brillant" i amb qui es va casar va poder oferir la seva condició social, seguretat financera i seguretat: Paul Kahn. Va seguir el comerciant jueu a Alemanya i va estar al seu costat fins i tot després de 1933, quan els jueusno hi eren estimats. Ambdós van marxar primer als Països Baixos, després finalment a l'Argentina. Però el matrimoni no va durar, i Malou, que mai havia après a mantenir-se dempeus, es va sentir impotent i buida quan es va trencar la seva felicitat enamorada: va començar a beure, va caure i va acabar malalta mental a Buenos Aires.
Hannah veu paral·lelismes entre Malou i la seva vida actual i vol evitar el risc de dependre d'ella. Perquè va viure de primera mà el declivi físic i mental de Malou i, donat el seu propi matrimoni amb Martin, veu el perill que la història de Malou es repeteixi en el seu cas. I així la Hannah comença a aprofundir cada cop més en la vida de la Malou per entendre la història de la vida de la seva mare i treure'n les conclusions necessàries. Malgrat l'emancipació resultant, Hannah no vol recórrer aquest camí d'autodescobriment i autodeterminació sense el seu marit. Ella sap que aquest serà un camí difícil, sobretot perquè mai va aprendre de la seva mare res més que seguir el camí (equivocat) que ja ha pres pel que fa als homes. Al final, Hannah s'adona que el viatge de tornada a la vida de Malou també podria ser un viatge cap a ella mateixa, cap al seu present i futur: almenys ara sap el que no vol.